# Hervé Faget
Pour les articles homonymes, voir Faget (homonymie).
Hervé Faget, né le 30 juillet 1965 à Saint-Maixent-l'École, est un escrimeur français. Au terme de sa carrière de tireur, il devient maître d'armes.

## Palmarès

### Championnats du monde
- Médaille d'or en épée par équipe aux Championnats du monde 1994 à Athènes
- Médaille d'argent en épée par équipe aux Championnats du monde 1993 à Essen
- Médaille d'argent en épée par équipe aux Championnats du monde 1991 à Budapest

### Jeux méditerranéens
- Médaille d'or en épée individuelle aux Jeux méditerranéens de 1991 à Athènes